# Carea translucens
Carea translucens är en fjärilsart som beskrevs av Holloway 1976. Carea translucens ingår i släktet Carea och familjen trågspinnare. Inga underarter finns listade i Catalogue of Life.